# صوفیه
صوفیه (به بلغاری: Sofiya) پایتخت و بزرگ‌ترین شهر کشور بلغارستان است. صوفیه یکی از کهن‌ترین پایتخت‌های اروپا می‌باشد. تاریخ این شهر به سده ۸ میلادی برمیگردد. این شهر اکنون ۱٫۲۷ میلیون نفر جمعیت دارد که بر این اساس دوازدهمین شهر بزرگ در اتحادیه اروپاست. شهر صوفیه در غرب بلغارستان و جوار ناحیه‌ای کوهستانی واقع شده است.

## خاستگاه نام‌گذاری

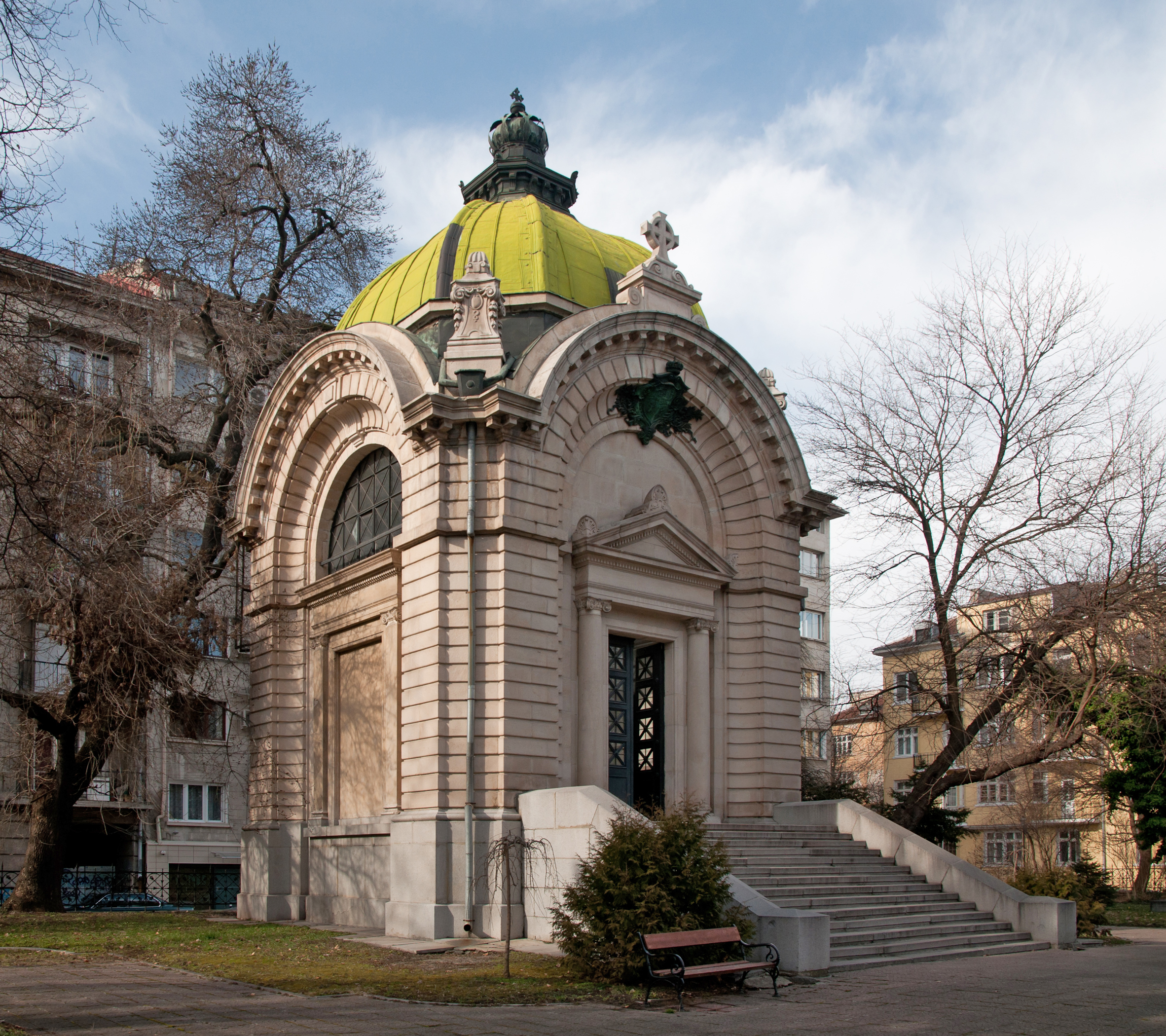
مقبره باتنبرگ که بیشتر به عنوان آرامگاه باتنبرگ شناخته می‌شد و در در صوفیه، پایتخت بلغارستان قرار دارد، این مکان مقبره و آخرین آرامگاه شاهزاده الکساندر اول بلغارستان اولین رئیس دولت بلغارستان مدرن است.

این شهر نخستین بار در سده نخست پیش از میلاد سردیکا نامیده شد که بنای آن به کراسوس سردار رومی بازمی‌گشته و در زبان یونانی باستان و لاتین کاربرد داشته است. احتمالاً ریشه این نام از سلت‌ها بوده که اقوامی هندواروپایی زبان بودند و در گذشته در این محدوده می‌زیستند. این نام برای واپسین بار در یک دست‌نوشته بلغاری مربوط به سده نوزدهم میلادی مشاهده شد. به دلیل وجود کلیسای سنت سوفیا در این شهر در زبان ترکی عثمانی این شهر را با املای صوفیه نوشته و می‌خواندند. به دلیل حکومت طولانی عثمانی‌ها بر این شهر این نام در میان اهالی و مردم مناطق اطراف رواج یافت.

## جاذبه‌های گردشگری
- ساختمان‌های تاریخی صوفیه
- یادبود اعدام قهرمان ملی بلغاری
- نشان قدرت و آزادی
- بنای سرباز گمنام

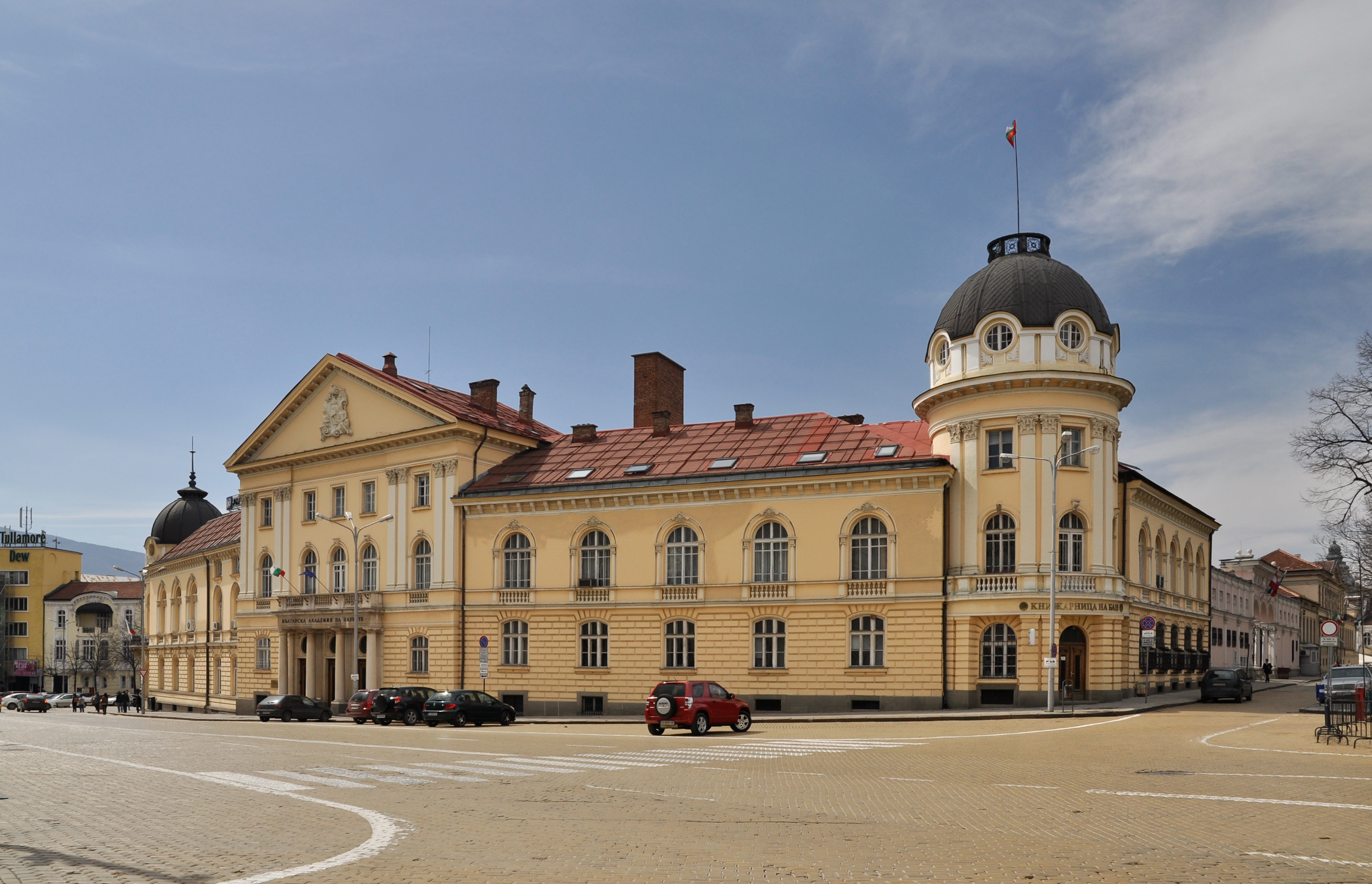
آکادمی علوم واقع در سردتس، صوفیه، سردتس منطقه ای واقع در مرکز پایتخت صوفیه است. دارای ۷۲۴۶۱ سکنه رسمی است و مساحت آن تقریباً ۳۰۰ هکتار است. این منطقه مرکز فرهنگی شهر است. خیابان راکوفسکی با ۹ سالن تئاتر خود به «برادوی بلغاری» معروف است.
سردتس که به خاطر فضاهای سبز و باغ‌هایش شناخته می‌شود، شمالی‌ترین قسمت‌های باغ بوریس را شامل می‌شود. دو تا از نمادین‌ترین ورزشگاه‌های کشور در داخل این پارک قرار دارند: استادیوم ملی واسیل لوسکی، جایی که تیم ملی فوتبال بلغارستان بازی‌های خانگی خود را در آن برگزار می‌کند، و استادیوم ارتش بلغارستان، زمین خانگی زسکا صوفیه، موفق‌ترین باشگاه در تاریخ این کشور در این منطقه قرار دارد.

- موزه ملی تاریخ بلغارستان (National Museum of History): این موزه بزرگ‌ترین موزه واقع در بالکان است.[۱۶]

## مترو

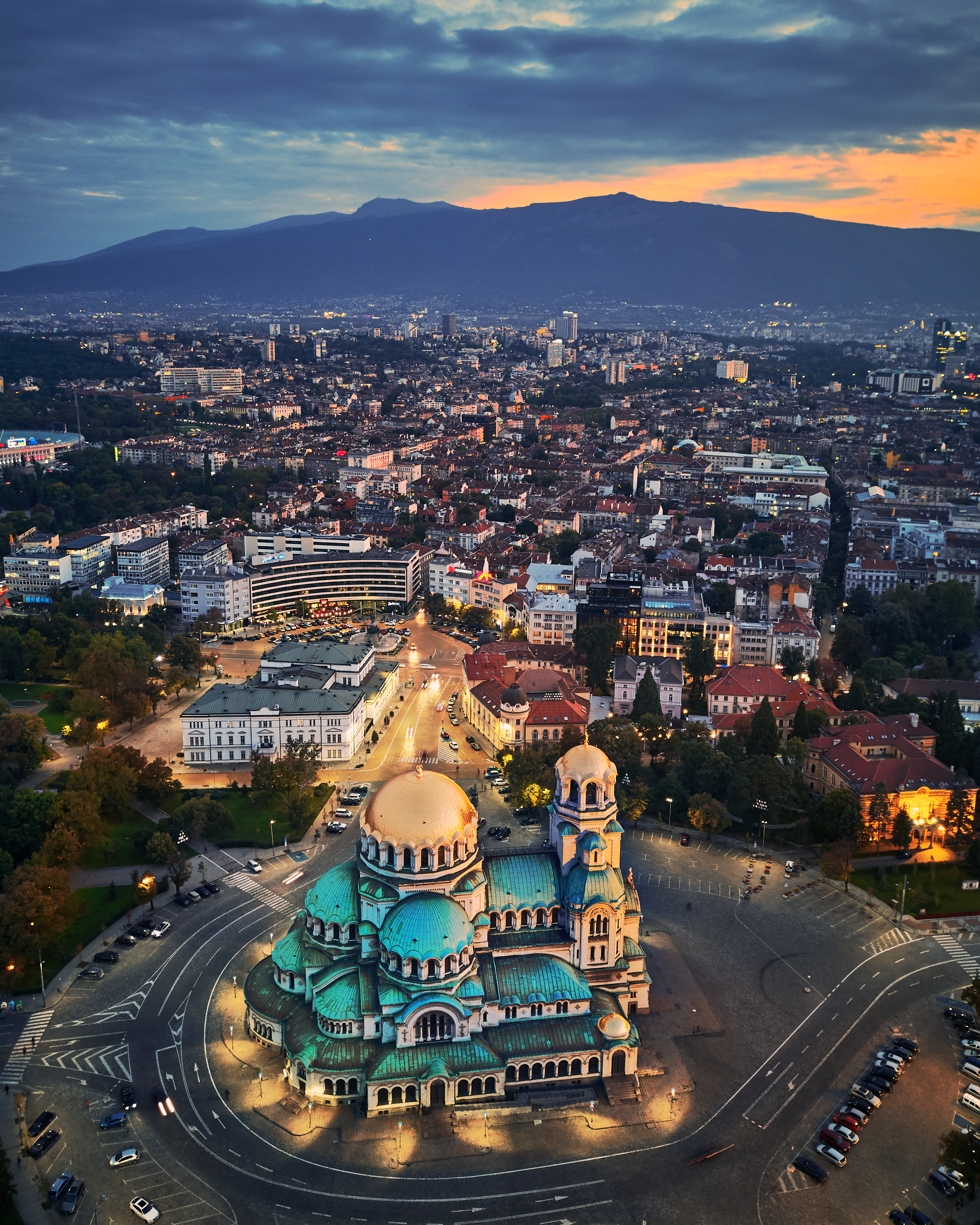
تصویری از مرکز صوفیه (پایتخت بلغارستان) با پس زمینه کلیسای جامع الکساندر نوسکی صوفیه

متروی صوفیه در سال ۱۹۹۸ تأسیس شده و هم‌اکنون دارای ۲ خط و ۳۴ ایستگاه می‌باشد.

## روابط بین‌المللی

### شهرهای خواهرخوانده
| - الجزیره، الجزایر - آنکارا، ترکیه - برلین، آلمان - براتیسلاوا، اسلواکی - بروکسل، بلژیک - بخارست، رومانی - بورسا، ترکیه - هلسینکی، فنلاند | - کارلواتس، کرواسی - کی‌یف، اوکراین - لندن، بریتانیا - مادرید، اسپانیا - قهرمان‌مرعش، ترکیه - میلان، ایتالیا - مسکو، روسیه - پیتسبرگ، پنسیلوانیا، ایالات متحده آمریکا | - ایلوو، پرتغال - پراگ، جمهوری چک - سن پترزبورگ، روسیه - صلاله، عمان (از سال ۲۱۰۱۱) - تل‌آویو، اسرائیل - تیرانا، آلبانی - وین، اتریش - ورشو، لهستان | - ایروان، ارمنستان |

### توافق‌نامه‌های همکاری
- بوداپست، مجارستان
- پاریس، فرانسه[۲۱]
- لیسبون، پرتغال[۲۲]